# دون ولنتاین
دون ولنتاین (انگلیسی: Don Valentine; ۲۶ ژوئن ۱۹۳۲ – ۲۵ اکتبر ۲۰۱۹) کارآفرین، سرمایه‌گذار و مدیر اجرایی آمریکایی دانمارکی‌تبار بود، که در سال ۱۹۷۲ شرکت سکویا کپیتال را تاسیس کرد. در مطبوعات اقتصادی ایالات متحده از وی به‌عنوان پدربزرگ سیلیکون‌ولی یاد می‌شود.